# Volta Ciclista a Catalunya 1998
La Volta Ciclista a Catalunya 1998, settantottesima edizione della corsa, si svolse in otto tappe, la prima suddivisa in 2 semitappe, dal 18 al 25 giugno 1998, per un percorso totale di 1225,8 km, con partenza da La Pineda e arrivo ad Andorra la Vella (Andorra). La vittoria fu appannaggio del colombiano Hernán Buenahora, che completò il percorso in 32h59'36", precedendo l'austriaco Georg Totschnig e lo spagnolo Fernando Escartín. 
I corridori che partirono da La Pineda furono 127, mentre coloro che tagliarono il traguardo di Andorra La Vella furono 78.

## Tappe
| Tappa  | Data      | Percorso                                        | km     | Vincitore di tappa | Leader cl. generale |
| ------ | --------- | ----------------------------------------------- | ------ | ------------------ | ------------------- |
| 1ª-1   | 18 giugno | La Pineda > Vila-seca                           | 79,2   | Mario Cipollini    | Mario Cipollini     |
| 1ª-2   | 18 giugno | Port Aventura > La Pineda (cron. individuale)   | 7,8    | Chris Boardman     | Chris Boardman      |
| 2ª     | 19 giugno | Port Aventura > El Vendrell                     | 172,7  | Mario Cipollini    | Chris Boardman      |
| 3ª     | 20 giugno | El Vendrell > Barcellona                        | 151,3  | Mario Cipollini    | Chris Boardman      |
| 4ª     | 21 giugno | Manlleu > Manlleu                               | 197,5  | Mario Cipollini    | Chris Boardman      |
| 5ª     | 22 giugno | Gerona > Gerona (cron. individuale)             | 15,4   | Chris Boardman     | Chris Boardman      |
| 6ª     | 23 giugno | Tàrrega > Taüll                                 | 180,4  | Hernán Buenahora   | Abraham Olano       |
| 7ª     | 24 giugno | La Vall de Boí > Arcalís (AND)                  | 231,7  | Hernán Buenahora   | Hernán Buenahora    |
| 8ª     | 25 giugno | Andorra la Vella (AND) > Andorra la Vella (AND) | 189,8  | Fernando Escartín  | Hernán Buenahora    |
| Totale | Totale    | Totale                                          | 1225,8 |                    |                     |

## Dettagli delle tappe

### 1ª tappa, 1ª semitappa
- 18 giugno: La Pineda > Vila-seca – 79,2 km

Risultati
| Pos. | Corridore         | Squadra   | Tempo    |
| ---- | ----------------- | --------- | -------- |
| 1    | Mario Cipollini   | Saeco     | 1h57'47" |
| 2    | Jeroen Blijlevens | TVM       | s.t.     |
| 3    | Mario Traversoni  | Mercatone | s.t.     |

| Pos. | Corridore         | Squadra   | Tempo    |
| ---- | ----------------- | --------- | -------- |
| 1    | Mario Cipollini   | Saeco     | 1h57'47" |
| 2    | Jeroen Blijlevens | TVM       | s.t.     |
| 3    | Mario Traversoni  | Mercatone | s.t.     |

### 1ª tappa, 2ª semitappa
- 18 giugno: Port Aventura > La Pineda – (cron. individuale) - 7,8 km

Risultati
| Pos. | Corridore      | Squadra   | Tempo |
| ---- | -------------- | --------- | ----- |
| 1    | Chris Boardman | Gan       | 8'32" |
| 2    | Marco Velo     | Mercatone | a 5"  |
| 3    | Abraham Olano  | Banesto   | a 10" |

| Pos. | Corridore      | Squadra   | Tempo    |
| ---- | -------------- | --------- | -------- |
| 1    | Chris Boardman | Gan       | 2h06'19" |
| 2    | Marco Velo     | Mercatone | a 5"     |
| 3    | Abraham Olano  | Banesto   | a 10"    |

### 2ª tappa
- 19 giugno: Port Aventura > El Vendrell – 172,7 km

Risultati
| Pos. | Corridore         | Squadra   | Tempo    |
| ---- | ----------------- | --------- | -------- |
| 1    | Mario Cipollini   | Saeco     | 3h46'37" |
| 2    | Jeroen Blijlevens | TVM       | s.t.     |
| 3    | Mario Traversoni  | Mercatone | s.t.     |

| Pos. | Corridore      | Squadra   | Tempo    |
| ---- | -------------- | --------- | -------- |
| 1    | Chris Boardman | Gan       | 6h20'50" |
| 2    | Marco Velo     | Mercatone | a 5"     |
| 3    | Abraham Olano  | Banesto   | a 10"    |

### 3ª tappa
- 20 giugno: El Vendrell > Barcellona – 151,3 km

Risultati
| Pos. | Corridore           | Squadra  | Tempo    |
| ---- | ------------------- | -------- | -------- |
| 1    | Mario Cipollini     | Saeco    | 4h14'31" |
| 2    | Jeroen Blijlevens   | TVM      | s.t.     |
| 3    | Gian Matteo Fagnini | Saeco-C. | s.t.     |

| Pos. | Corridore      | Squadra   | Tempo     |
| ---- | -------------- | --------- | --------- |
| 1    | Chris Boardman | Gan       | 10h07'27" |
| 2    | Marco Velo     | Mercatone | a 5"      |
| 3    | Abraham Olano  | Banesto   | a 10"     |

### 4ª tappa
- 21 giugno: Manlleu > Manlleu – 197,5 km

Risultati
| Pos. | Corridore         | Squadra     | Tempo    |
| ---- | ----------------- | ----------- | -------- |
| 1    | Mario Cipollini   | Saeco       | 5h26'24" |
| 2    | Jeroen Blijlevens | TVM         | s.t.     |
| 3    | Jaan Kirsipuu     | Casino-Ag2r | s.t.     |

| Pos. | Corridore      | Squadra   | Tempo     |
| ---- | -------------- | --------- | --------- |
| 1    | Chris Boardman | Gan       | 15h33'51" |
| 2    | Marco Velo     | Mercatone | a 5"      |
| 3    | Abraham Olano  | Banesto   | a 10"     |

### 5 tappa
- 22 giugno: Gerona > Gerona – (cron. individuale) - 15,4 km

Risultati
| Pos. | Corridore      | Squadra   | Tempo  |
| ---- | -------------- | --------- | ------ |
| 1    | Chris Boardman | Gan       | 21'38" |
| 2    | Abraham Olano  | Banesto   | a 17"  |
| 3    | Marco Velo     | Mercatone | a 25"  |

| Pos. | Corridore      | Squadra   | Tempo     |
| ---- | -------------- | --------- | --------- |
| 1    | Chris Boardman | Gan       | 15h55'29" |
| 2    | Abraham Olano  | Banesto   | a 27"     |
| 3    | Marco Velo     | Mercatone | a 30"     |

### 6ª tappa
- 23 giugno: Tàrrega > Taüll – 180,4 km

Risultati
| Pos. | Corridore          | Squadra      | Tempo    |
| ---- | ------------------ | ------------ | -------- |
| 1    | Hernán Buenahora   | Vitalicio S. | 5h19'30" |
| 2    | Fernando Escartín  | Kelme        | a 1"     |
| 3    | Francesco Frattini | Telekom      | a 16"    |

| Pos. | Corridore         | Squadra   | Tempo     |
| ---- | ----------------- | --------- | --------- |
| 1    | Abraham Olano     | Banesto   | 21h15'42" |
| 2    | Fernando Escartín | Kelme     | a 54"     |
| 3    | Massimo Podenzana | Mercatone | a 1'07"   |

### 7ª tappa
- 24 giugno: La Vall de Boí > Arcalís (AND) – 231,7 km

Risultati
| Pos. | Corridore        | Squadra      | Tempo    |
| ---- | ---------------- | ------------ | -------- |
| 1    | Hernán Buenahora | Vitalicio S. | 6h51'37" |
| 2    | Georg Totschnig  | Telekom      | a 15"    |
| 3    | Bo Hamburger     | Casino-Ag2r  | a 24"    |

| Pos. | Corridore        | Squadra      | Tempo     |
| ---- | ---------------- | ------------ | --------- |
| 1    | Hernán Buenahora | Vitalicio S. | 28h08'38" |
| 2    | Abraham Olano    | Banesto      | s.t.      |
| 3    | Georg Totschnig  | Telekom      | a 8"      |

### 8ª tappa
- 25 giugno: Andorra la Vella (AND) > Andorra la Vella (AND) – 189,8 km

Risultati
| Pos. | Corridore         | Squadra   | Tempo    |
| ---- | ----------------- | --------- | -------- |
| 1    | Fernando Escartín | Kelme     | 4h50'58" |
| 2    | Jean-Cyril Robin  | US Postal | s.t.     |
| 3    | Georg Totschnig   | Telekom   | s.t.     |

| Pos. | Corridore         | Squadra      | Tempo     |
| ---- | ----------------- | ------------ | --------- |
| 1    | Hernán Buenahora  | Vitalicio S. | 32h59'36" |
| 2    | Georg Totschnig   | Telekom      | a 8"      |
| 3    | Fernando Escartín | Kelme        | a 16"     |

## Classifiche finali

### Classifica generale
| Pos. | Corridore         | Squadra               | Tempo     |
| ---- | ----------------- | --------------------- | --------- |
| 1    | Hernán Buenahora  | Vitalicio Seguros     | 32h59'36" |
| 2    | Georg Totschnig   | Team Deutsche Telekom | a 8"      |
| 3    | Fernando Escartín | Kelme-Costa Blanca    | a 16"     |
| 4    | Massimo Podenzana | Mercatone Uno-Bianchi | a 1'05"   |
| 5    | Alberto Elli      | Casino-Ag2r           | a 1'37"   |
| 6    | Abraham Olano     | Banesto               | a 1'42"   |
| 7    | José Castelblanco | Avianca-Telecom       | a 2'37"   |
| 8    | Ángel Casero      | Vitalicio Seguros     | a 2'47"   |
| 9    | Jean-Cyril Robin  | US Postal Service     | a 3'01"   |
| 10   | Víctor Hugo Peña  | Avianca-Telecom       | a 3'15"   |

### Classifica scalatori
| Pos. | Corridore        | Squadra               | Punti |
| ---- | ---------------- | --------------------- | ----- |
| 1    | Alberto Elli     | Casino-Ag2r           | 60    |
| 2    | Hernán Buenahora | Vitalicio Seguros     | 40    |
| 3    | Georg Totschnig  | Team Deutsche Telekom | 34    |

### Classifica sprint
| Pos. | Corridore       | Squadra         | Punti |
| ---- | --------------- | --------------- | ----- |
| 1    | Jacky Durand    | Casino-Ag2r     | 23    |
| 2    | Lars Michaelsen | TVM-Farm Frites | 13    |
| 3    | Serhij Ušakov   | TVM-Farm Frites | 6     |

### Classifica squadre
| Pos. | Squadra               | Tempo     |
| ---- | --------------------- | --------- |
| 1    | Avianca-Telecom       | 99h09'18" |
| 2    | Casino-Ag2r           | a 1'33"   |
| 3    | Mercatone Uno-Bianchi | a 3'43"   |